# Mobilfunknetzkennzahl
Die Mobilfunknetzkennzahl (wohl aus dem englischen Mobile Network Code lehnübersetzt, auch kurz MNC genannt) wird zur Identifizierung eines GSM-, UMTS- oder TETRA-Funknetzanbieters verwendet und von jedem Land selbständig vergeben. In Deutschland ist hierfür die Bundesnetzagentur und in Österreich die Rundfunk und Telekom Regulierungs-GmbH zuständig, in der Schweiz übernimmt das BAKOM diese Funktion.
Der MNC ist ein Teil der IMSI, der PLMN-Kennung und der LAI. Der MNC wird in TETRA-Netzen als T-MNC (TETRA-MNC) bezeichnet.
Zusammen mit dem Mobile Country Code (MCC) ergibt sich eine eindeutige Identifizierung des Anbieters (MCCMNC). So hat Deutschland den Code 262 und damit ergibt sich für Deutschland/Vodafone die Nummer 26202.

## Länder

### Deutschland
| MNC      | MNC                          | Betreiber                                          | Betriebszustand | Technologie                                                                                    |
| für PLMN | für IMSI                     | Betreiber                                          | Betriebszustand | Technologie                                                                                    |
| -------- | ---------------------------- | -------------------------------------------------- | --------------- | ---------------------------------------------------------------------------------------------- |
| 01       | 01, 06                       | Telekom Deutschland                                | in Betrieb      | GSM, UMTS, LTE, 5G                                                                             |
| 02       | 02, 04, 09                   | Vodafone                                           | in Betrieb      | GSM, UMTS, LTE, 5G                                                                             |
| 03       | 03, 05                       | Telefónica (ehem. E-Plus)                          | in Betrieb      | GSM, UMTS, LTE, 5G                                                                             |
| 07       | 07, 08, 11                   | Telefónica (ehem. O2 Germany, ehem. Viag Interkom) | außer Betrieb   | GSM, UMTS, LTE                                                                                 |
| 10       | 10, 60                       | DB InfraGo AG                                      | in Betrieb      | GSM-R                                                                                          |
| 13       | 13                           | BAAINBw                                            |                 |                                                                                                |
|          | 14                           | Lebara Limited                                     | in Betrieb      | hat kein eigenes Netz; ist Discounter im Telefónica-Netz, ehemals Quam UMTS, Lizenz widerrufen |
|          | 15                           | Airdata AG                                         | in Betrieb      | Wireless Local Loop                                                                            |
|          | 22                           | sipgate Wireless GmbH                              | in Betrieb      | hat kein eigenes Netz; ist im Netz von Telefónica                                              |
| 23       | 23                           | 1&1                                                | in Betrieb      | LTE, 5G                                                                                        |
|          | 43                           | Lycamobile                                         | in Betrieb      | hat kein eigenes Netz; ist Discounter im Vodafone-Netz                                         |
|          | 72, 74                       | Ericsson                                           | Testbetrieb     |                                                                                                |
|          | 73                           | Nokia                                              | Testbetrieb     |                                                                                                |
|          | 78                           | T-Mobile                                           | Testbetrieb     |                                                                                                |
|          | 98                           | nicht-öffentliche Mobilfunknetze                   | in Betrieb      | 5G                                                                                             |
|          | 1000, 1001, 1002, 1010, 1011 | BDBOS                                              | in Betrieb      | TETRA                                                                                          |

Es muss unterschieden werden zwischen dem MNC, den ein Mobilfunknetz zusammen mit dem MCC zur Identifikation, also zur Bildung der PLMN-Kennung verwendet (in der Tabelle in der Spalte „für PLMN“ und [im Folgenden] fett hervorgehoben), und weiteren, einem Netzbetreiber zugeteilten MNCs, die jedoch lediglich zur Generierung von IMSIs herangezogen werden.
Die Lücken in der MNC-Liste werden durch nicht öffentliche Kennungen belegt (z. B. Bundeswehr). Es existieren außerdem lokale Testnetze, die jedoch MNCs verwenden, die nicht von der Bundesnetzagentur vergeben wurden.
In den GSM- und UMTS-Netzen in Deutschland werden nur 2-stellige MNCs verwendet.

### Österreich
In Österreich (Austria) sind von der Rundfunk und Telekom Regulierungs-GmbH folgende MNCs vergeben (Stand: 29. November 2019):
| MNC                | Betreiber                                          | Betriebszustand | Technologie           |
| ------------------ | -------------------------------------------------- | --------------- | --------------------- |
| 01, 02, 09, 11, 12 | A1 Telekom Austria                                 | in Betrieb      | GSM / UMTS / LTE / 5G |
| 03, 04, 07, 13, 23 | Magenta Telekom                                    | in Betrieb      | GSM / UMTS / LTE / 5G |
| 05, 10, 14, 16, 19 | Hutchison Drei Austria                             | in Betrieb      | GSM / UMTS / LTE / 5G |
| 08                 | Lycamobile Ltd, Dublin                             |                 |                       |
| 15                 | Vecton Mobile Austria Limited, London              |                 |                       |
| 17                 | MASS Response Service GmbH                         |                 |                       |
| 18                 | smartspace                                         |                 |                       |
| 20                 | MTEL Austria                                       |                 |                       |
| 21                 | Salzburg AG                                        |                 |                       |
| 22                 | Plintron Austria Limited                           |                 |                       |
| 24                 | Smartel Services GmbH, Wolkersdorf                 |                 |                       |
| 25                 | Holding Graz Kommunale Dienstleistungen GmbH, Graz |                 |                       |
| 91                 | ÖBB – Infrastruktur Bau AG                         | in Betrieb      | GSM-R                 |
| 92                 | ArgoNET                                            | in Betrieb      | CDMA / LTE            |

Anmerkung: Der MNC 05 ist der ehemalige MNC von Orange. Orange wurde 2013 durch Hutchison Drei Austria übernommen. Im Rahmen des darauf folgenden Netzumbaus wird der MNC 05 als primärer MNC von Drei verwendet. Mittels MOCN Technik wurde der bestehende Drei MNC (10) im UMTS und LTE Netz parallel ausgestrahlt. Im UMTS sowie im LTE Netz bleibt der alte MNC aus Kompatibilitätsgründen weiterhin bestehen.

### Schweiz
In der Schweiz (Confoederatio Helvetica) sind vom Bundesamt für Kommunikation BAKOM folgende MNCs zugeteilt (Stand: 2. Juli 2025):
| MNC | Betreiber                          | Betriebszustand | Hinweise |
| --- | ---------------------------------- | --------------- | --- |
| 01  | Swisscom (Schweiz) AG              | in Betrieb      | Öffentlicher Mobilfunknetzbetreiber (MNO) |
| 02  | Sunrise GmbH                       | in Betrieb      | Öffentlicher Mobilfunknetzbetreiber (MNO) |
| 03  | Salt Mobile SA                     | in Betrieb      | Öffentlicher Mobilfunknetzbetreiber (MNO); bis 23. April 2015 Orange Communications SA                                                                             |
| 05  | Comfone AG                         |                 | |
| 06  | Schweizerische Bundesbahnen SBB    | in Betrieb      | Digitaler Zugfunk (GSM-R) |
| 08  | Sunrise GmbH                       | in Betrieb      | vormals TelCommunication Services AG; bis etwa 2009 Tele2 |
| 09  | Comfone AG                         |                 | |
| 11  | Swisscom Broadcast AG              |                 | |
| 12  | Sunrise GmbH                       |                 | |
| 13  | Schweizerische Bundesbahnen SBB    | reserviert      | Digitaler Zugfunk (FRMCS) |
| 51  | relario AG                         |                 | |
| 53  | Sunrise GmbH                       | in Betrieb      | Mobilfunkprovider (MVNO) |
| 54  | Lycamobile AG                      | in Betrieb      | Mobilfunkprovider (MVNO) |
| 55  | Komodos SA                         |                 | nur für SMS-Transit-Dienste und SMS im Festnetz |
| 57  | Mitto AG                           |                 | nur für SMS-Transit-Dienste und SMS im Festnetz |
| 58  | Beeone Communications SA           | in Betrieb      | Mobilfunkprovider (MVNO) |
| 60  | Sunrise GmbH                       | in Betrieb      | Roaming Sunrise-Salt; stilles Roaming von Sunrise-SIM-Karten im Mobilfunknetz von Salt, wenn der Sunrise-Mobilfunkempfang schwach oder fehlend ist                 |
| 62  | Telecom26 AG                       |                 | |
| 63  | Fink Telecom Services GmbH         |                 | nur SMS-Dienste |
| 64  | NTH AG                             |                 | nur für Zusammenschaltung mit in- oder ausländischen Anbietern zur Netz-Identifikation                                                                             |
| 65  | Nexphone AG                        | in Betrieb      | Mobilfunkprovider (MVNO) |
| 67  | Datatrade Managed AG               |                 | nur für SMS-Transit-Dienste und SMS im Festnetz |
| 68  | Intellico AG                       |                 | nur für SMS-Transit-Dienste und SMS im Festnetz |
| 69  | MTEL Schweiz GmbH                  |                 | |
| 70  | Tismi BV                           |                 | |
| 71  | spusu AG                           |                 | |
| 72  | BSE Software GmbH (SolNet)         | in Betrieb      | Mobilfunkprovider (MVNO) |
| 73  | iWay AG                            | in Betrieb      | |
| 74  | netplus.ch SA                      |                 | |
| 75  | Telecom Liechtenstein AG           |                 | |
| 80  | Phonegroup SA                      |                 | nur für SMS-Transit-Dienste und für Zusammenschaltung mit in- oder ausländischen Anbietern zur Netz-Identifikation                                                 |
| 98  | Etablissement Cantonal d’Assurance |                 | nur im Rahmen eines Pilotprojekts |
| 99  | Campusnetze / private 5G Netze     |                 | Dies gilt derzeit für alle Campusnetze in der Schweiz. Da keine Fernmeldedienste angeboten werden dürfen, kann derselbe MNC von allen Campusnetzen genutzt werden. |

### Liechtenstein
In Liechtenstein sind vom Amt für Kommunikation (AK) folgende MNCs vergeben (Stand: 23. Dezember 2019):
| MNC | Betreiber                | Betriebszustand | Band             |
| --- | ------------------------ | --------------- | ---------------- |
| 01  | Swisscom (Schweiz) AG    | in Betrieb      | GSM / UMTS / LTE |
| 02  | Salt (Liechtenstein) AG  | in Betrieb      | GSM / UMTS / LTE |
| 05  | Telecom Liechtenstein AG | in Betrieb      | GSM / UMTS / LTE |
| 06  | Cubic AG                 |                 |                  |
| 09  | Emnify GmbH              |                 |                  |
| 10  | SORACOM LI, LTD.         |                 |                  |
| 11  | DIMOCO Messaging AG      |                 |                  |

Quelle: Amt für Kommunikation, Mobile Network Code MNC

### Spanien
| MNC | Betreiber        | Betriebszustand | Band             |
| --- | ---------------- | --------------- | ---------------- |
| 01  | Vodafone Spanien | in Betrieb      | GSM, UMTS, LTE ? |